# Namnlösen (Alfta socken, Hälsingland)
Namnlösen är en sjö i Ovanåkers kommun i Hälsingland och ingår i Ljusnans huvudavrinningsområde. Sjön har en area på 0,0741 kvadratkilometer och ligger 376,3 meter över havet.

## Delavrinningsområde
Namnlösen ingår i det delavrinningsområde (677553-150677) som SMHI kallar för Mynnar i Frösteboån. Medelhöjden är 376 meter över havet och ytan är 6,71 kvadratkilometer. Det finns inga avrinningsområden uppströms utan avrinningsområdet är högsta punkten. Häsbergsbäcken som avvattnar avrinningsområdet har biflödesordning 4, vilket innebär att vattnet flödar genom totalt 4 vattendrag innan det når havet efter 116 kilometer. Avrinningsområdet består mestadels av skog (80 procent) och sankmarker (12 procent). Avrinningsområdet har 0,16 kvadratkilometer vattenytor vilket ger det en sjöprocent på 2,4 procent.